# Francis Tiso
Francis V. Tiso (New York, 19 settembre 1950) è un presbitero e scrittore statunitense.

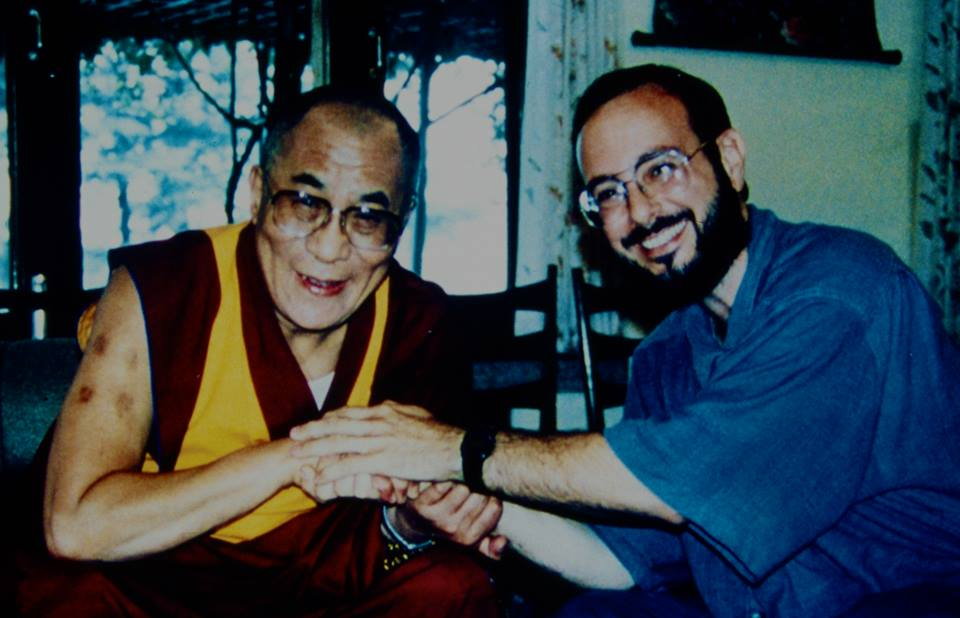
Francis Tiso con il Dalai Lama.

Interessato al Dialogo Interreligioso, ha insegnato Buddismo Tibetano all'Università Pontificia Gregoriana: Istituto di Studi Interdisciplinari su Religioni e Culture a Roma. Ha tradotto molte biografie di Yogi e di Poeti Tibetani, Milarepa e ha studiato il fenomeno Rainbow Body in Tibet. Ha diretto spedizioni di ricerca in Asia Meridionale, in Tibet ed in Estremo Oriente, i suoi interessi di insegnamento comprendono Teologia Cristiana, Storia delle Religioni, la Spiritualità, l'Ecumenismo e il Dialogo Interreligioso.

## Vita privata
Francis è nato a New York, dove ha ricevuto un A.B. (Laurea in Lettere) in Studi Medievali dalla Cornell University, un Master con Lode in Divinità presso la Harvard University e un Dottorato presso la Columbia University e la Union Theological Seminary (New York City) dove la sua specializzazione era Studi Buddisti. Fu assegnato all'Arcidiocesi di San Francisco, dove ha servito come Vicario Parrocchiale della Chiesa di St. Thomas More e come Cappellano della San Francisco State University e della California Medical School. È stato anche Professore ospite presso la Scuola Arcidiocesana di Leadership Pastorale, dove ha insegnato corsi di Teologia di Base. Ha lavorato anche come Vicario Parrocchiale a Eureka in California, e nella Mill Valley sempre in California.

## Dialoghi Interreligiosi
Nel 1995 è stato invitato ad accompagnare il Cardinale Francis Arinze, allora capo del Consiglio Pontificio per il Dialogo Interreligioso, per un Dialogo con i Leader Buddisti in Taiwan. Ha viaggiato molto in India, Nepal, Tibet, Thailandia, Giappone, e il Bangladesh. È stato Direttore Associato del Segretariato per gli Affari Ecumenici e Interreligiosi della Conferenza Episcopale degli Stati Uniti dal 2004 al 2009, dove ha ricoperto il ruolo di collegamento per l'Islam, l'Induismo, il Buddismo, i Sikh, le Religioni Tradizionali e le Confessioni Riformate.

## Attività pastorale in Italia
Dal 1987 (diaconato), è stato ordinato prete della diocesi di Isernia-Venafro il 19 maggio 1988, in Italia, dove ha ricoperto fino al 2015 il ruolo di parroco della parrocchia di San Michele a Fornelli (IS) e adesso quello di viceparroco presso la chiesa di San Giuseppe Lavoratore ad Isernia. È stato delegato diocesano per gli affari ecumenici e interreligiosi dal 1990 al 1998 e rettore dell'Istituto diocesano delle scienze religiose. È stato anche cappellano dell'eremo dei Santi Cosma e Damiano ad Isernia dal 1988 al 1998.

## Ricerca ed insegnamento
Tiso ha insegnato buddismo tibetano alla Pontificia Università Gregoriana a Roma ed è stato Visiting Lecturer presso l'Università di Roma "La Sapienza", nel Dipartimento degli Studi Orientali. Nel 1984-85, è stato assistente, presso la Columbia University di New York. Egli è il destinatario di sovvenzioni dalla American Academy of Religion, l'American Philosophical Society, il Fondo Palmers in Svizzera, e l'Istituto di Scienze Noetiche a Petaluma, in California. Dal 2005 al 2008 è stato direttore della rivista della Società di Studi Buddista-Cristiano. Francis Tiso è un musicista ed un pittore con acrilici e acquerelli.

## Libri[2]
- Rainbow Body and Resurrection: Spiritual Attainment, the Dissolution of the Material Body, and the Case of Khenpo A Chö.  North Atlantic Books, 2016.
- Liberation in One Lifetime:  Biographies and Teachings of Milarepa.  North Atlantic Books, 2014.
- Liberation in One Lifetime:  Biographies and Teachings of Milarepa.  (Isernia:  Pro Forma Designs: A Colle Croce Book, 2010)[3]
- "Muslim-Catholic Dialogues Sponsored by the United States Conference of Catholic Bishops"  (Part I: December 2009; N.350;  Second Part:  January 2010, N. 351):  Encounter:  Documents for Muslim-Christian Understanding, Pontificio Istituto di Studi Arabi e d'Islamistica, Roma.
- Supplement on line to The New Catholic Encylopedia:  "Buddhism" (with Charles Jones), 2010.
- “Penance and Confession of Sins” in Encyclopedia of Women and World Religion, NY Macmillan Reference, 1998.
- “Child Deities” in Encyclopedia of Women and World Religion,  Macmillan Reference, 1998.
- “The Voice of Milarepa:  Redaction-critical Research on the Songs and Oral Teachings”. VIIIth international seminar of the IATS, Bloomington, IN, July 26, 1998.
- (editor).  The Sign Beyond All Signs: Christian Monasticism in Dialogue with India.  (Asirvanam Monastery, Bangalore, 1997).
- “Intervista di Vincenzo Piga con don Francis Tiso: Una risposta alla Congregazione per la Dottrina della Fede sulla Meditazione Cristiana”:  Paramita,   1996.
- “The Religion of Milarepa Before His Conversion,”  in U. Bianchi, ed., The Notion of “Religion” in Comparative Research:  Selected Proceedings of the XVI IAHR Congress (1990)  Roma:  “L'Erma” di Bretschneider, 1994.
- “A Buddhist Classification of Reality: A Translation of the First Chapter of the Abhidharmakośa”, Abhidharma Research Institute No. 6 (1987).
- Francis Tiso:  A Young Person's Book of Catholic Signs and Symbols  (NY: Doubleday, 1982).
- “Love's Conspirators: Builders of Earth-House-Hold,” J. Perlinski, ed. The Spirit of the Earth: A Teilhard Centennial Celebration (NY: The Seabury Press, 1982).
- Francis Tiso and Br. David Steindl-Rast, O.S.B.:  “Meditation”, Encyclopedia Americana, 1980.